# Chiesa di Santa Maria a Paterno
La chiesa di Santa Maria a Paterno si trova nel comune di Vaglia sulla cima di Poggio Conca.

## Storia e descrizione
In questa chiesa erano conservate alcune parti di una pala d'altare di Giovanni Della Robbia, dalla chiesa di Santo Stefano a Pescina, oggi nella chiesa di San Pietro a Vaglia.
La località Paterno sorge vicino alla Carzola ed è ricordata in occasione di un lascito fatto al monastero di San Pier Maggiore nel 1064.